# Nöbdenitz
Nöbdenitz là một đô thị trong bang Thüringen. Đô thị này thuộc huyện Altenburger Land.

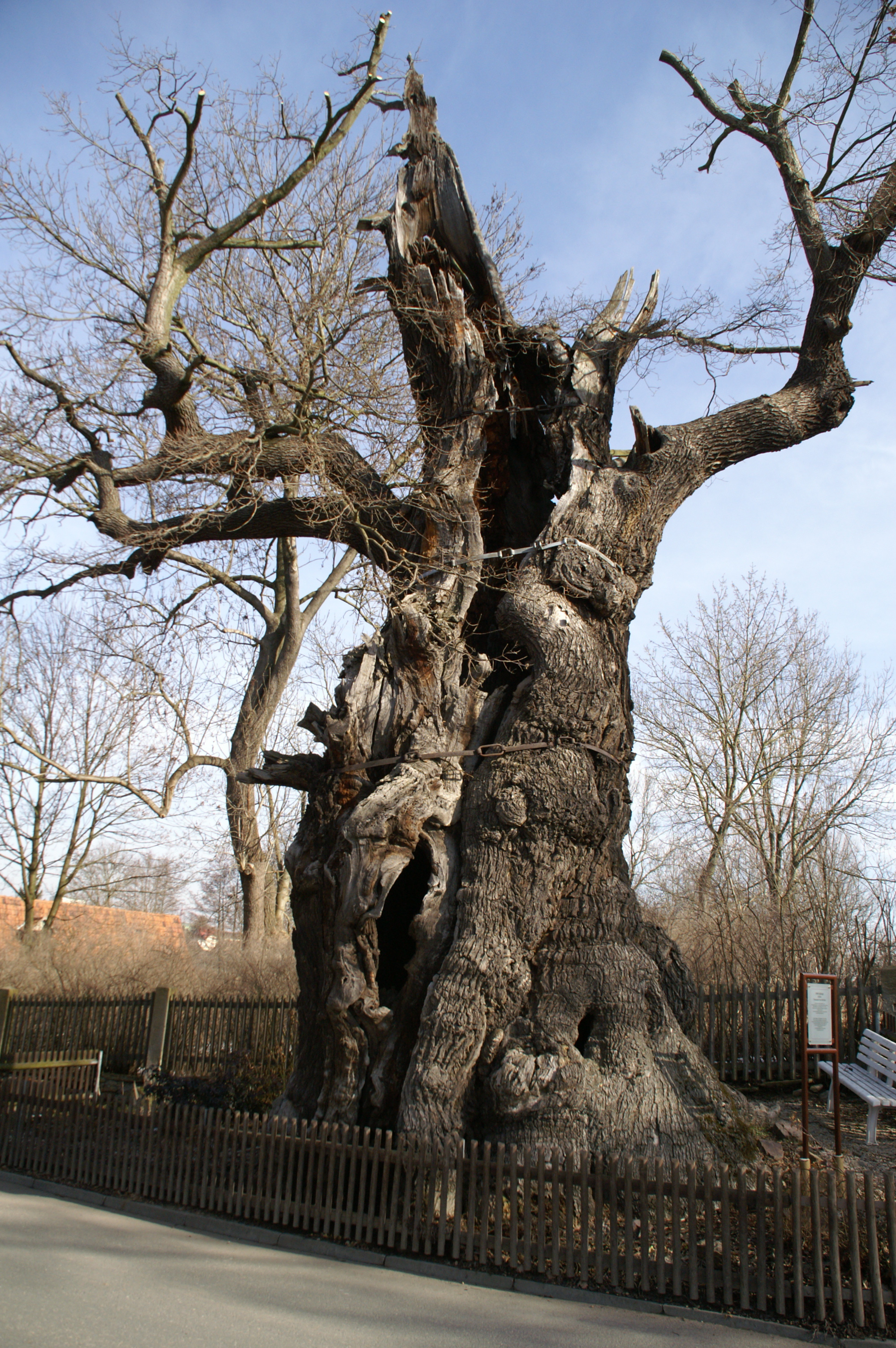
Cây sồi 1000 tuổi

Các đô thị gần Nöbdenitz gồm Drogen, Löbichau, Posterstein, thành phố Schmölln, Vollmershain, và Wildenbörten.
Đô thị Nöbdenitz bao gồm 5 đơn vị dân cư: Nöbdenitz, Burkersdorf (in Schmölln), Lohma, Untschen, và Zagkwitz.